# Phyllachora rostellispora
Phyllachora rostellispora är en svampart som beskrevs av Parbery 1967. Phyllachora rostellispora ingår i släktet Phyllachora och familjen Phyllachoraceae.   Inga underarter finns listade i Catalogue of Life.